# Caledonia (New York)
Caledonia ist eine Town im Livingston County des US-Bundesstaats New York in den Vereinigten Staaten von Amerika. Innerhalb der Town befindet sich als Kernort das gleichnamige Dorf Caledonia. Vom Ende des 19. bis in die zweite Hälfte des 20. Jahrhunderts war Caledonia ein Eisenbahnknotenpunkt, an dem sich fünf Strecken unterschiedlicher Bahngesellschaften trafen; eine sechste verlief am Rand des Ortsgebiets.

## Geographie

### Geographische Lage
Caledonia liegt in einer während der letzten Kaltzeit (Wisconsin Glaciation) durch Gletscher geformten Landschaft. Das Ortsgebiet ist daher weitgehend flach; der Boden häufig lehmig über Kalksteinvorkommen. Der Genesee River bildet die östliche Grenze der Town und ist der einzige größere Wasserlauf auf deren Fläche; der Oatka Creek verläuft allerdings teilweise direkt nördlich der Town.

### Ortsgliederung
Auf dem Gebiet der Town liegen folgende Ortsteile:
- Caledonia (Village und Census-designated place)
- Canawaugus
- Taylor

### Nachbargemeinden
Die benachbarten Towns sind Wheatland im Norden, Rush und Avon im Osten, York im Süden sowie Pavilion und Le Roy im Westen. Wheatland und Rush liegen im Monroe County, Avon und York ebenso wie Caledonia selbst im Livingston County, Pavilion und Le Roy im Genesee County. Rochester befindet sich etwa 30 km nordöstlich von Caledonia.

## Geschichte
Zu Beginn des 18. Jahrhunderts war das heutige Livingston County ein Teil des (Jagd-)Gebiets der Seneca. Nach der Amerikanischen Revolution erfolgte die Erschließung durch europäische Siedler. Um 1785 war östlich des Genesee Rivers eine erste Siedlung auf dem Gebiet der heutigen Town Avon entstanden. Ab etwa 1797 bestand auch eine Siedlung westlich des Flusses auf dem Gebiet von Caledonia, aus der der heutige Kernort hervorging.

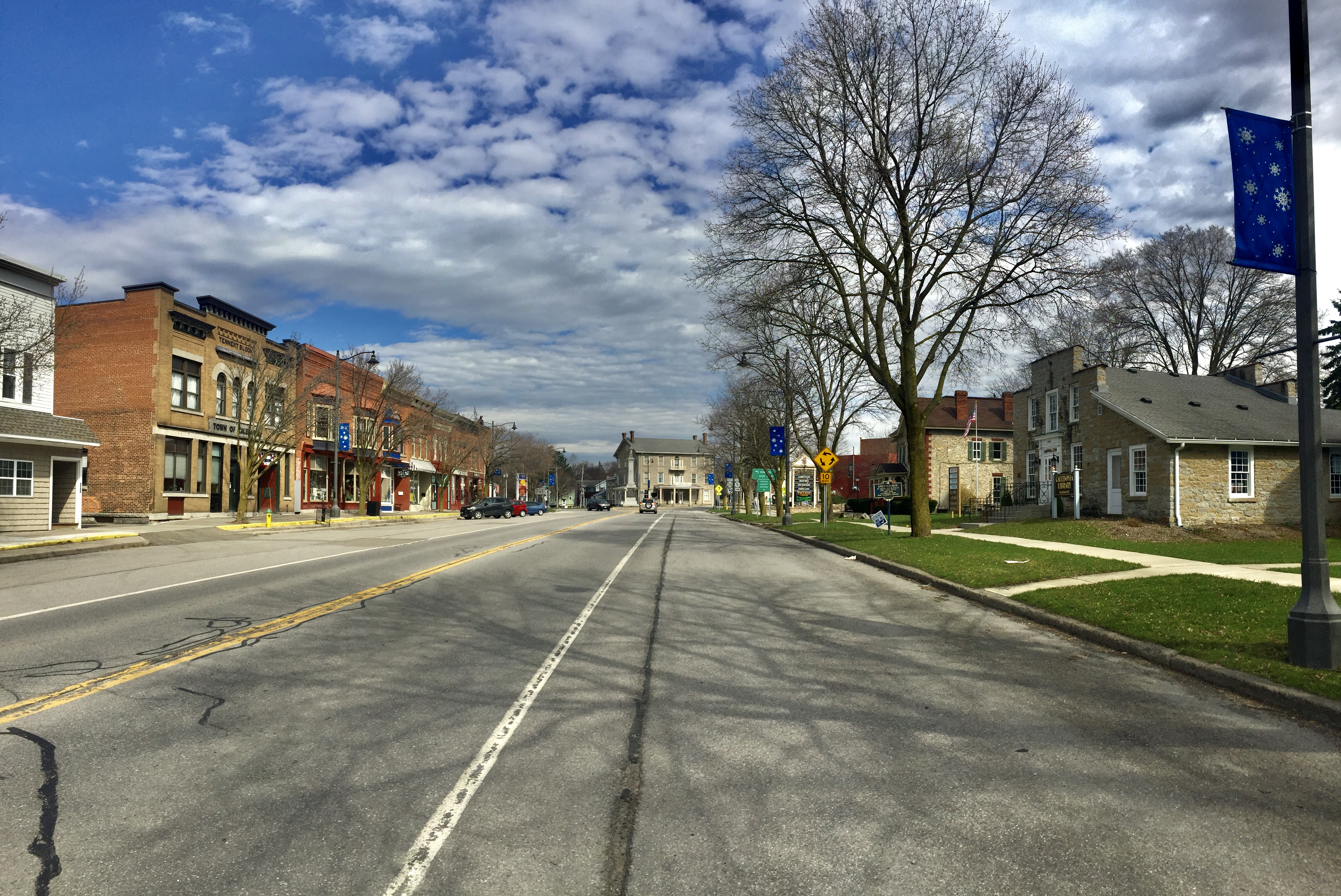
Blick entlang der Main Street im Dorf Caledonia, 2020

Verwaltungstechnisch war das Gebiet damals Teil der Town Northampton (heute Gates). Die formale Gründung der Town Caledonia als Abspaltung der Town Northampton erfolgte am 30. März 1802 zunächst unter dem Namen Southampton. Die Änderung auf den bestehenden Namen Caledonia erfolgte zum 15. April 1806. Die erste Kirche (presbyterianisch) wurde 1805 geweiht; eine erste Schule wurde ebenfalls im ersten Jahrzehnt des 19. Jahrhunderts eröffnet.
1812 wurde die neue Town Bellona, das heutige Le Roy, von Caledonia abgetrennt. Zum 26. März 1819 wurde ein Teil der Townfläche im Südwesten abgetreten, um zusammen mit einem bisherigen Teil der Town Leicester die neue Town York zu gründen. Innerhalb der Town Caledonia wurde der gleichnamige Hauptort 1891 zum Village erhoben.
Am Genesee River im Osten der Town bestand von 1797 bis 1826 die etwa 5,2 km2 große Canawagus Reservation. Die Seneca hatten die Fläche als eines von zehn Indianerreservaten im  Vertrag von Big Tree zugesprochen bekommen, verkauften es jedoch 1826 unter Druck im Vertrag von Buffalo Creek.
1840 wurde der Genesee Valley Canal zwischen Rochester und Mount Morris eröffnet, der parallel zum Genesee River durch den östlichen Teil der Town Caledonia führte. Der in den folgenden zwei Jahrzehnten bis zum Allegheny River nahe Olean (mit Abzweig nach Dansville) verlängerte Kanal vereinfachte den Warentransport erheblich, stand allerdings bereits bald in Konkurrenz zu Bahnstrecken. Die erste Bahnverbindung in Form der Scottsville and LeRoy Railroad verband Caledonia bereits seit 1838 mit dem 13 km entfernten Scottsville in der Town Wheatland, war aber noch eine Pferdebahn mit hölzernen Schienen, die ihrerseits bereits in den frühen 1840er-Jahren den Betrieb einstellte.

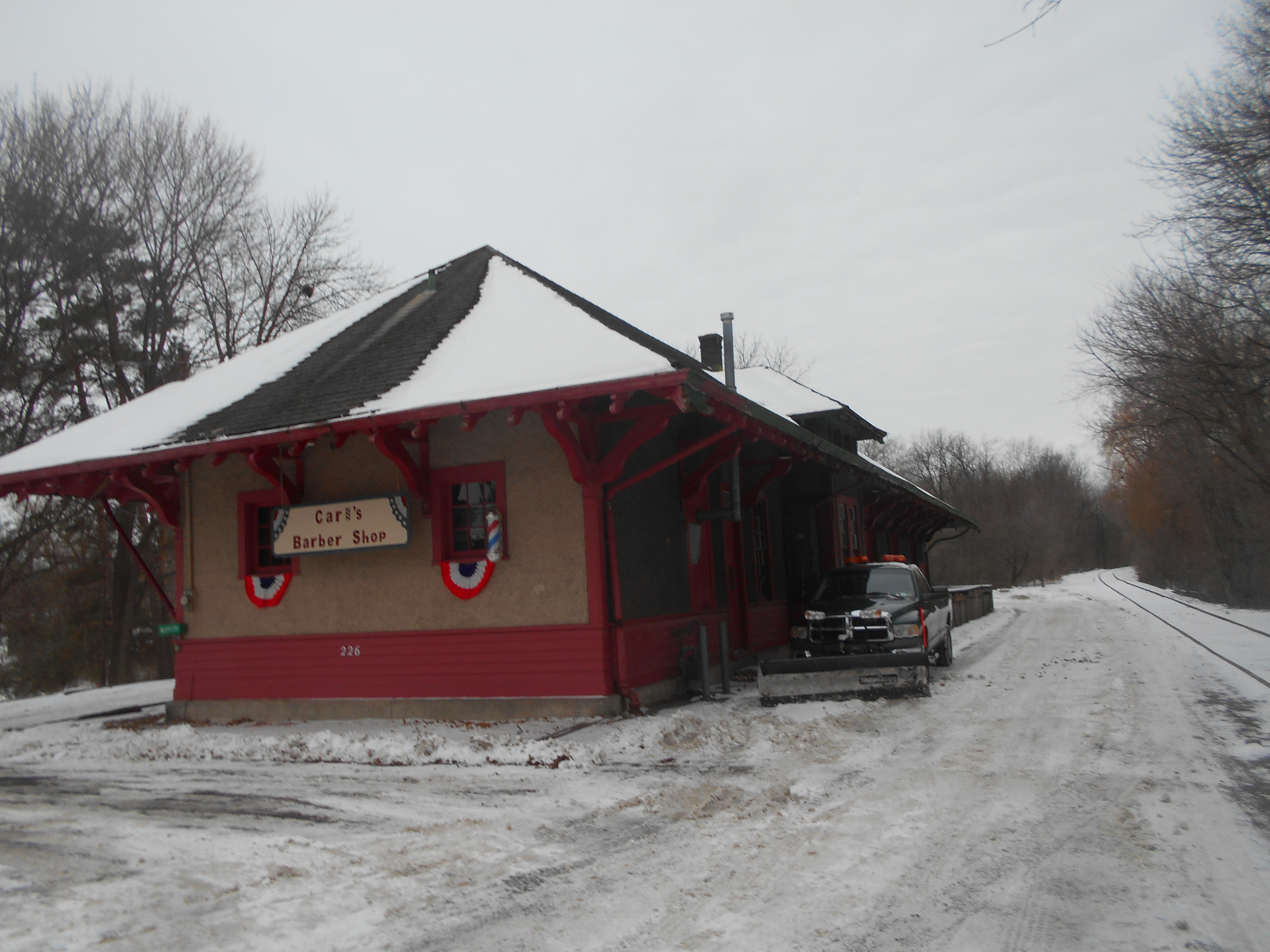
Das frühere Bahnhofsgebäude der NYC in Caledonia, 2015

Am 1. Juli 1853 eröffnete die Canandaigua and Niagara Falls Railroad ihre Strecke zwischen Canandaigua und North Tonawanda am Niagara River, die in West-Ost-Richtung durch das Gebiet der Town Caledonia führte. Zum 26. August 1858 wurde diese Bahngesellschaft durch die New York Central Railroad (NYC) übernommen, bei der die Strecke informell als Peanut Line bezeichnet wurde. Östlich des Dorfs Caledonia wurde die Verbindung im Januar 1939 stillgelegt und anschließend abgebaut.
Die Buffalo, Corning and New York Railroad nahm ab 1850 schrittweise eine Bahnstrecke von Painted Post bei Corning über Avon nach Batavia in Betrieb, die die Town Caledonia ebenfalls ab 1853 in Ost-West-Richtung querte. Am 29. Oktober 1858 wurde diese Bahngesellschaft durch die neu gegründete Buffalo, New York and Erie Railroad erworben, die wiederum ab 30. April 1863 unter Kontrolle der Erie Railroad stand und den Weiterbau bis Buffalo forcierte. Die später durch die Erie Lackawanna Railroad und Conrail betriebene Strecke wurde in der zweiten Hälfte der 1970er-Jahre stillgelegt.
Die Rochester and State Line Railroad eröffnete am 15. September 1874 ihren ersten Streckenabschnitt von Rochester bis Le Roy, der das Gebiet der Town Caledonia im Nordwesten tangierte. Diese Strecke wurde bis 1878 nach Salamanca verlängert. 1885 ging die Betreibergesellschaft in der Buffalo, Rochester and Pittsburgh Railway auf, die wiederum 1932 von der Baltimore and Ohio Railroad übernommen wurde.
Am 4. Juli 1877 wurde die Stilllegung des Genesee Valley Canals zum oder nach dem 30. September 1878 genehmigt. Am 6. November 1880 wurde die Kanaltrasse an die neu gegründete Genesee Valley Canal Railroad verkauft, die darauf eine Bahnstrecke von Rochester nach Hinsdale errichtete. Die Bahngesellschaft gelangte im Jahr 1900 unter Kontrolle der Pennsylvania Railroad, die die Strecke als Rochester Branch bezeichnete. Sie wurde 1963 stillgelegt.
An der nördlichen Grenze der Town Caledonia verlief ab 1892 die Hauptstrecke Geneva–Buffalo der Lehigh Valley Railroad (LV), die mit der kreuzenden Strecke der Buffalo, Rochester and Pittsburgh Railway über Verbindungsgleise verknüpft war. Auch diese Strecke wurde in der zweiten Hälfte der 1970er-Jahre durch Conrail weitgehend stillgelegt.

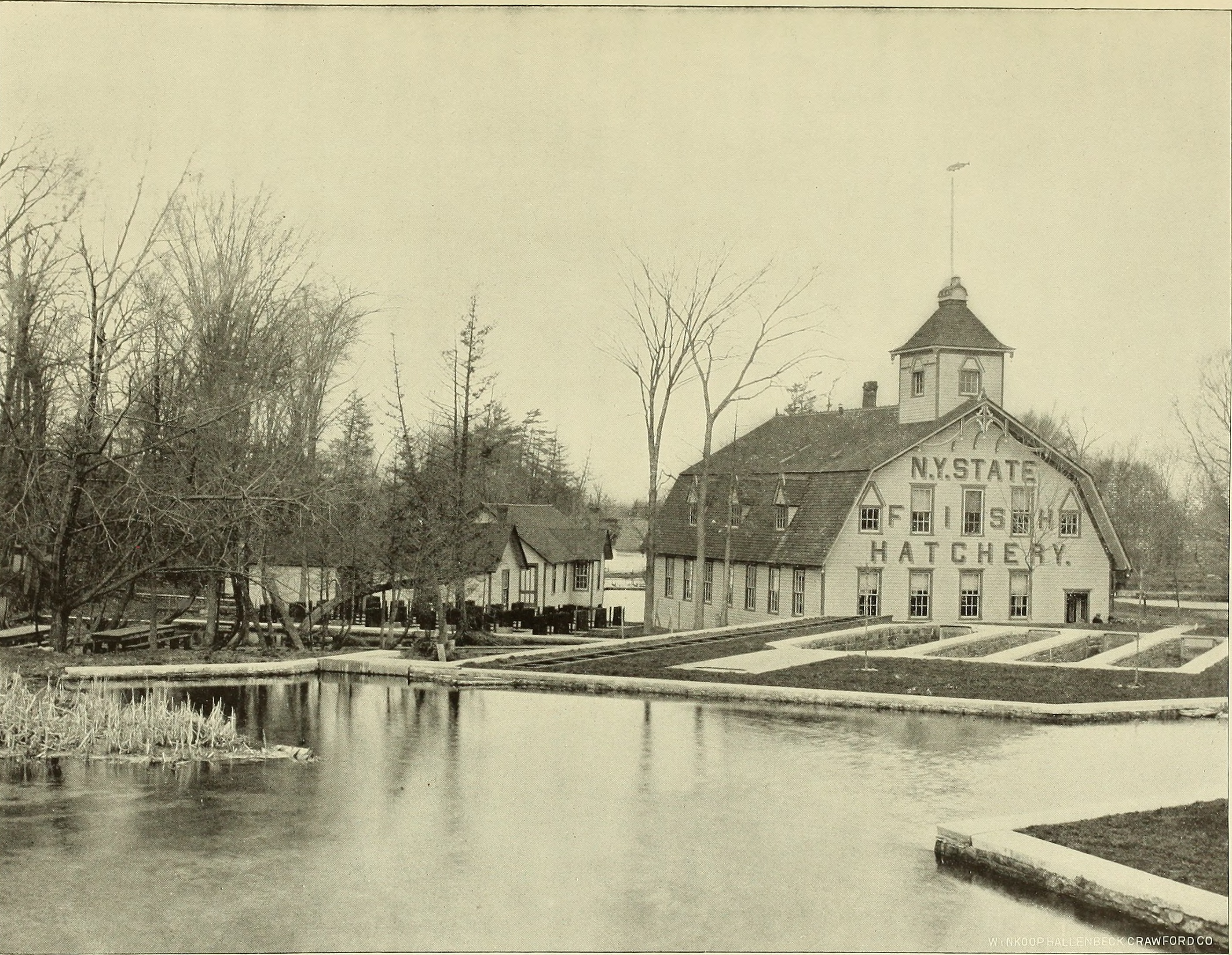
Caledonia Fish Hatchery, vor 1896

1895 wurde schließlich die Strecke der Genesee and Wyoming Valley Railroad Company eröffnet, die ihren Ausgangspunkt im Nordwesten der Town Caledonia an dem Punkt hatte, an dem die Strecke der Buffalo, Rochester and Pittsburgh Railway auf die querenden Strecken der New York Central Railroad und der Erie Railroad sowie die Verbindungsgleise zur Strecke der Lehigh Valley Railroad traf. Von diesem Pittsburgh and Lehigh Junction (P&L Jct.) genannten Knotenpunkt führte die Strecke rund 20 km nach Süden bis Retsof und dem an einer Strecke der Delaware, Lackawanna and Western Railroad gelegenen Greigsville in der Town York. 1899 wurde die Genesee and Wyoming Valley Railroad Company durch die Genesee and Wyoming Railroad (G&W) übernommen. Aus der G&W entstand seit den 1980er-Jahren der Genesee-and-Wyoming-Konzern, dessen Tochtergesellschaft Rochester and Southern Railroad heute alle verbliebenen Bahnstrecken in Caledonia im Güterverkehr bedient: Die Strecke der früheren Rochester and State Line Railroad, die originale G&W sowie kurze im Ortsgebiet gelegene Teile der NYC- und LV-Strecken.
1864 eröffnete Seth Green im Norden der Town die Caledonia Fish Hatchery, die erste kommerzielle amerikanische Fischzucht mit künstlicher Befruchtung.

## Infrastruktur

### Verkehr
Der U.S. Highway 20 und die New York State Route 5 führen als überregionale Hauptstraßen in Ost-West-Richtung durch das Gebiet der Town, die New York State Route 36 in Nord-Süd-Richtung.
Schienengüterverkehr wird durch die Rochester and Southern Railroad angeboten.

### Bildung
In Caledonia befindet sich die High School Caledonia-Mumford Central School, deren Schulsprengel auch den Ort Mumford in der benachbarten Town Wheatland einschließt.

## Söhne und Töchter des Orts
- Elizabeth Martha Olmsted (1825–1910), Lyrikerin
- Angus Cameron (1826–1897), Politiker im US-Senat
- Norman H. Meldrum (1841–1920), Vizegouverneur des Bundesstaats Colorado